# Eremaeus hepaticus
Eremaeus hepaticus är en kvalsterart som beskrevs av Koch 1835. Eremaeus hepaticus ingår i släktet Eremaeus och familjen Eremaeidae. Inga underarter finns listade i Catalogue of Life.